# Clovis III

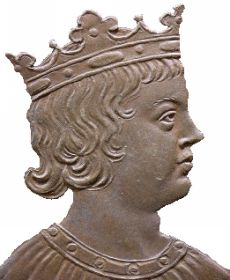
Clovis III. Kunstwerk van Jean Dassier (1676-1763), Bibliothèque nationale de France

Koning Clovis (of Chlodovech) III (koning van 675 tot 676) was een Frankische koning van Austrasië uit de Merovingische dynastie. Hij was bij zijn troonsbestijging nog een kind en zijn regeerperiode duurde kort en was tevens omstreden, waardoor hij waarschijnlijk niet veel meer was dan alleen een kroonpretendent. Daarom wordt Clovis niet altijd voorzien van een nummering en krijgt Clovis IV vaak het nummer III toebedeeld.
Na de moord op koning Childerik II in 675, kwamen er in de Frankische rijksdelen Austrasië en Neustrië verschillende opvolgers op de troon. In Neustrië werd Theuderik III, de jongere boer van de vermoorde Childerik, tot koning gekroond. De Neustrische hofmeier Wulfoald was inmiddels gevlucht naar Austrasië, maar diens voorganger en rivaal Ebroin probeerde de macht weer naar zich toe te trekken door Clovis III op de Austrasische troon te zetten.
Ebroin en diens bondgenoten claimden dat Clovis de zoon was van Chlotarius III, de oudere broer van Childerik. Bisschop Leodegarius - een felle tegenstander van Ebroin - heeft in zijn geschriften vermeld dat dit een leugen was. Het is echter goed mogelijk dat de claim van Ebroin wel degelijk terecht was: Chlotarius was begin 20 toen hij overleed en dus oud genoeg om een kind te kunnen hebben. Bovendien wijst de naam Clovis op het gebruik om de eerstgeboren zoon te vernoemen naar de grootvader, in dit geval Clovis II, de vader van Chlotarius. Als tegenbewijs kan gelden dat de naam ook gebruikt werd in 677 voor de zoon van Theuderik III, hetgeen dan betekent dat Chlotarius nooit een zoon met die naam heeft gehad.
Voor Ebroin was het in ieder geval van groot belang om een legitieme Merovingische vorst aan zijn zijde te hebben, zodat hij een leger kon opbouwen en wettelijke bevelen kon uitvaardigen; Clovis zorgde voor deze legitimering. Met het vernieuwde leger marcheerde hij naar het noordwesten van het Frankische Rijk en maakte zich in de herfst van 675 van de Neustrische koninklijke schatkist meester. Nu had hij Clovis niet langer nodig en koos hij de zijde van Theuderik. In Austrasië plaatsten de tegenstanders van Ebroin in 676 alsnog hun eigen koning op de troon: Dagobert II.
Over het verdere lot van Clovis is niets bekend.
Clovis wordt overigens alleen genoemd in de geschriften van Leodegarius en hij staat op enkele munten vermeld.